# Inn-Salzach-Bauweise

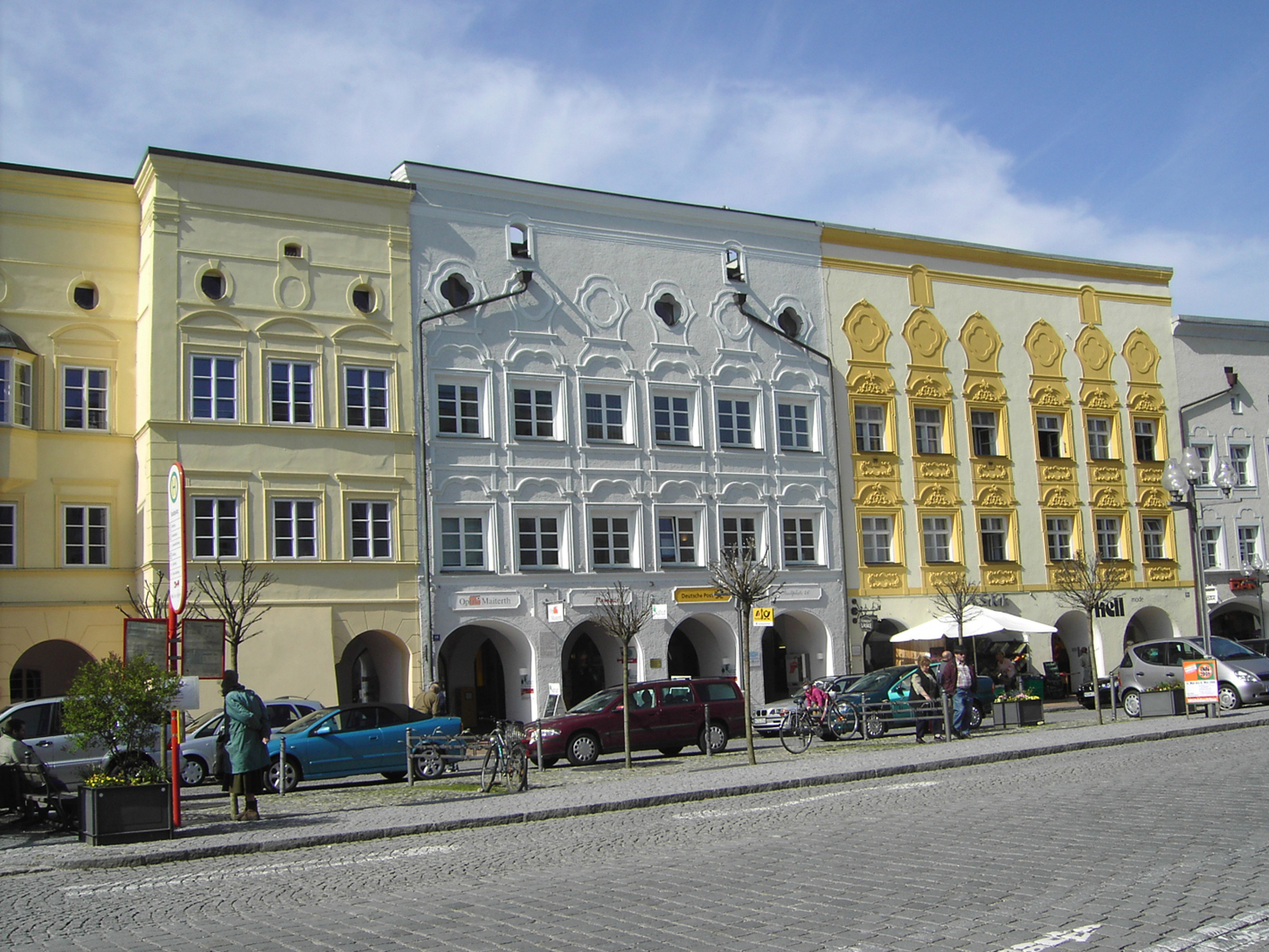
Blick auf eine Häuserzeile am Stadtplatz von Mühldorf a. Inn

Die Inn-Salzach-Bauweise, auch Inn-Salzach-Stil genannt, bezeichnet eine typische Bauform in Altstädten der Region von Inn und Salzach. Dabei bilden mehrere Häuser durch Scheinfassaden vor dem eigentlichen Dach ein geschlossenes Ensemble. Kerngebiet ist die Gegend zwischen Innsbruck, Passau und Hallein, der Stil reicht aber bis nach Südtirol, Ober- und Niederösterreich, und über diese Länder weiter vermittelt, bis nach Mähren und Schlesien hinein.

## Merkmale der Inn-Salzach-Bauweise

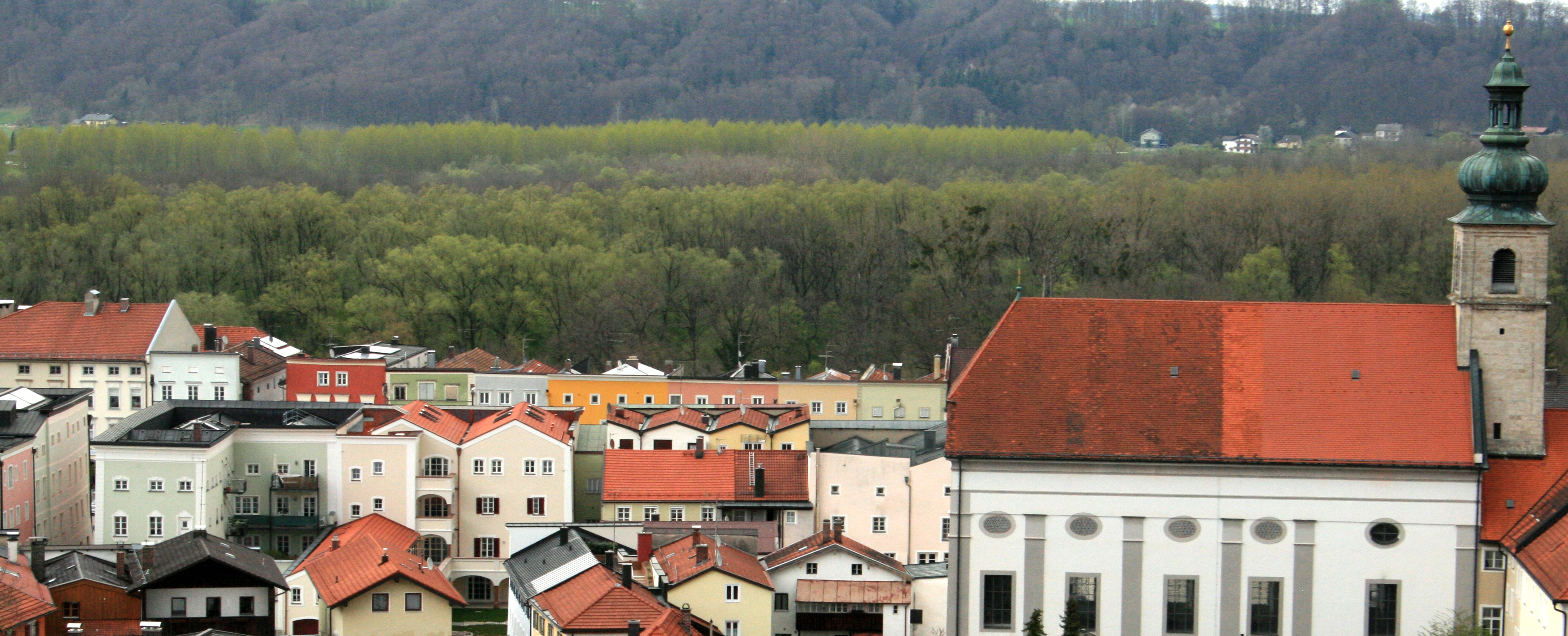
Tittmoning mit Scheinfassaden von hinten und vorne

Die Inn-Salzach-Bauweise bezieht sich nur auf Bürgerhäuser in dem Gebiet, sie brachte bei Bauernhäusern oder Kirchenbauten keine prägenden Stilelemente ein.
Das hervorstechende Merkmal ist die nach oben gezogene Häuserfront, die meistens das Dach, von der Straße aus betrachtet, versteckt. Sie lässt das Haus kubisch und monumental erscheinen. Manchmal sind die Giebel mit Simsen verziert oder geschwungen. Diese Bauweise wurde nach einigen verheerenden Feuersbrünsten in dieser Gegend etwa im 16.–17. Jahrhundert eingeführt. Die hohen Mauern zwischen den Dächern sollten ein Übergreifen des Feuers verhindern und die Brandbekämpfung durch ungefährlicheres Anlehnen von Leitern erleichtern.

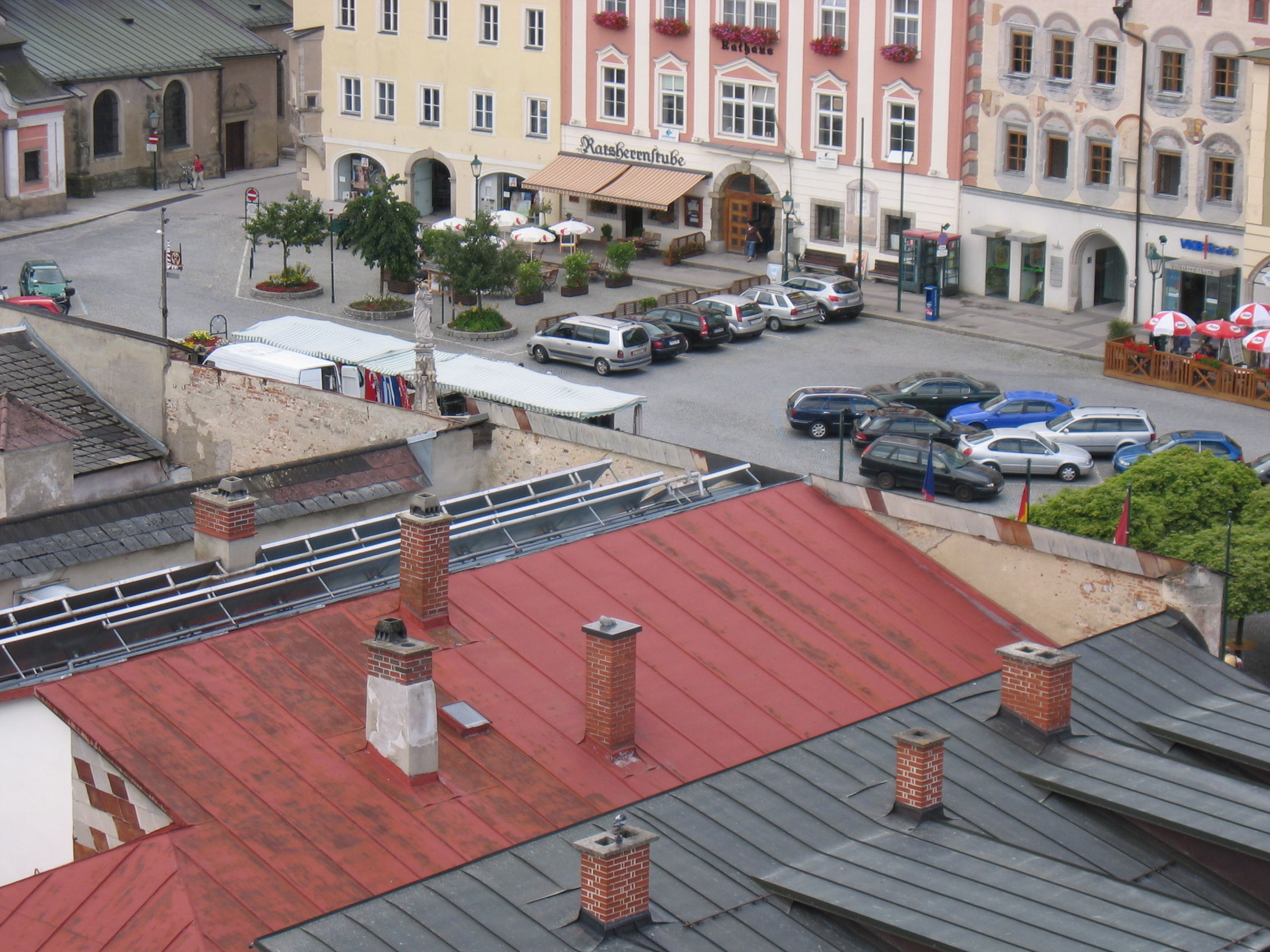
Blick auf Freistadt, im Vordergrund gut erkennbar die Grabendächer und die Rückseite der Fassadenwände

Das städtische Bürgerhaus tritt damit nicht mehr als Einzelbau hervor, sondern es bildeten sich schluchtartige Häuserzeilen und breite, geschlossen wirkende Marktstraßen und -plätze aus. Das einzelne Haus bildet eine flächige, oft fast rechteckige Stirnfläche aus, die mit hellen Farben verputzt ist, was einen freundlichen Eindruck macht. Oft lockern Laubengänge, über mehrere Stockwerke gehende Erker und Stuck die Stirnflächen auf.
Das Dach der Häuser ist als Grabendach mit Regenrinnen in der Hausmitte ausgeführt. Das Dach steht mit der Giebelseite zur Straße (im Gegensatz zu italienischen Häusern mit Scheinfassaden, wo das Dach mit der Traufseite parallel zur Straße steht).
Adolf Schaubach schildert in seinem Werk Die deutschen Alpen von 1845:

„Das Innthal macht jedoch auch in anderer Hinsicht eine Grenze, nämlich des Baustyls der Städte und Märkte, der sich wesentlich von dem des übrigen Deutschlands unterscheidet; ich meine jene hohen weiß angestrichenen Häuser mit maskirten Dächern, welche dadurch ein orientalisches oder süditalienisches Ansehen erhalten, mit Bogengängen in ihrem Erdgeschoß.  […] Die vorspringenden Erker (im Gebirge, nicht im Vorlande) vertreten die Stelle der Altane […].“

Dass Schaubach die kalkweiße Tünche als typisch beschreibt, zeigt, dass die heutige farbenfrohe Färbung sekundär ist: Sie datiert in die Gründerzeit des ausgehenden 19. Jahrhunderts, als massenproduzierte mineralische Pigmente mit Schönfärbemitteln erschwinglich wurden. Auch der Fassadenschmuck ist eine Überarbeitung des Historismus und folgt den Moden der Großstädte.

## Architekturbeispiele

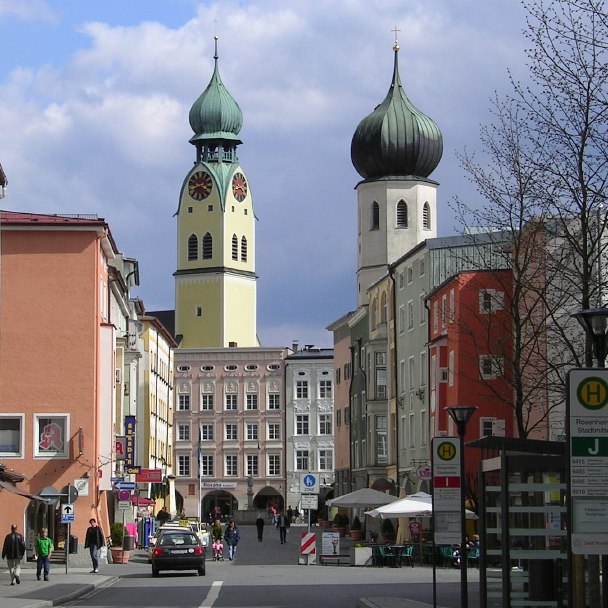
Rosenheim
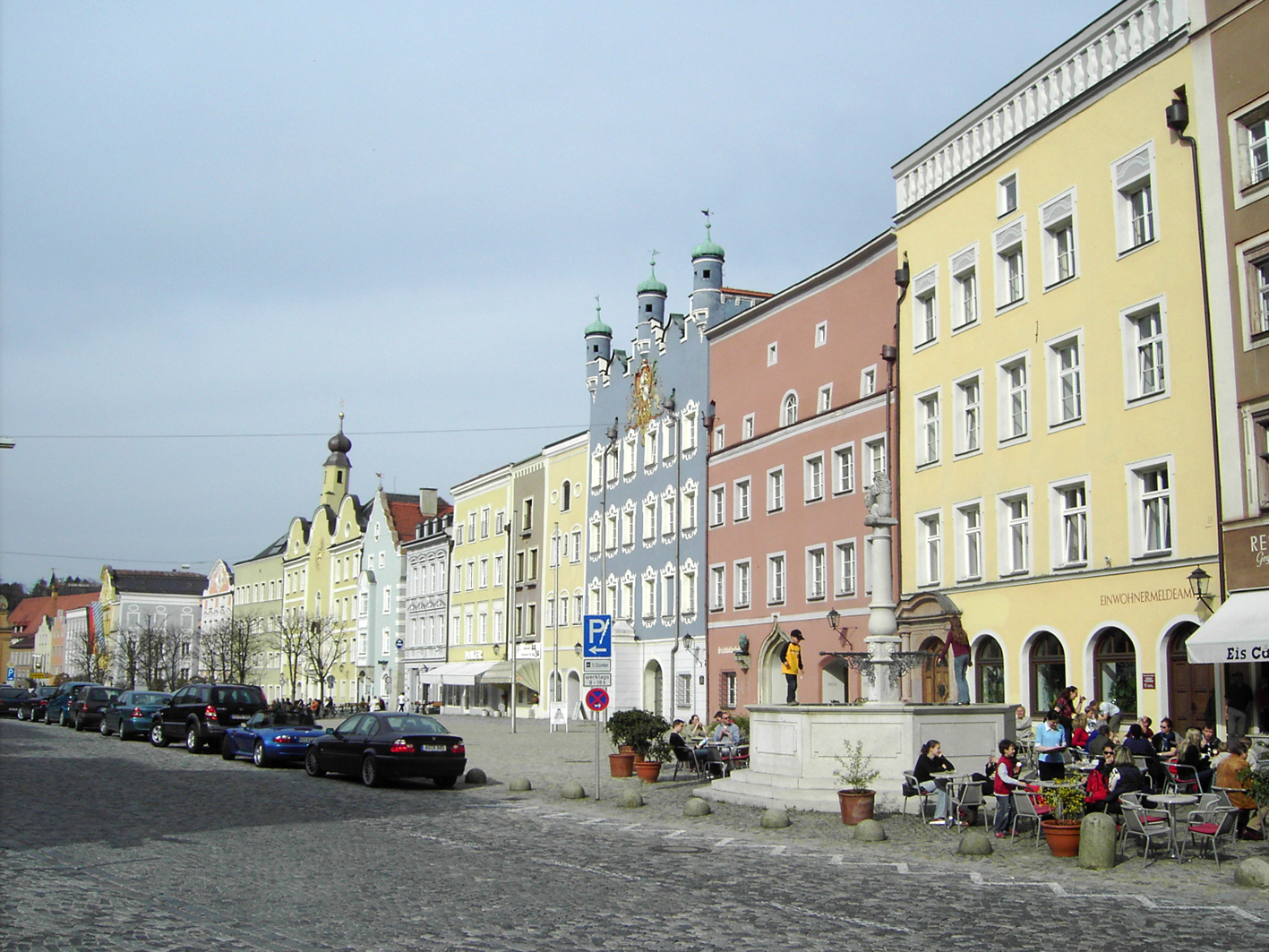
Burghausen
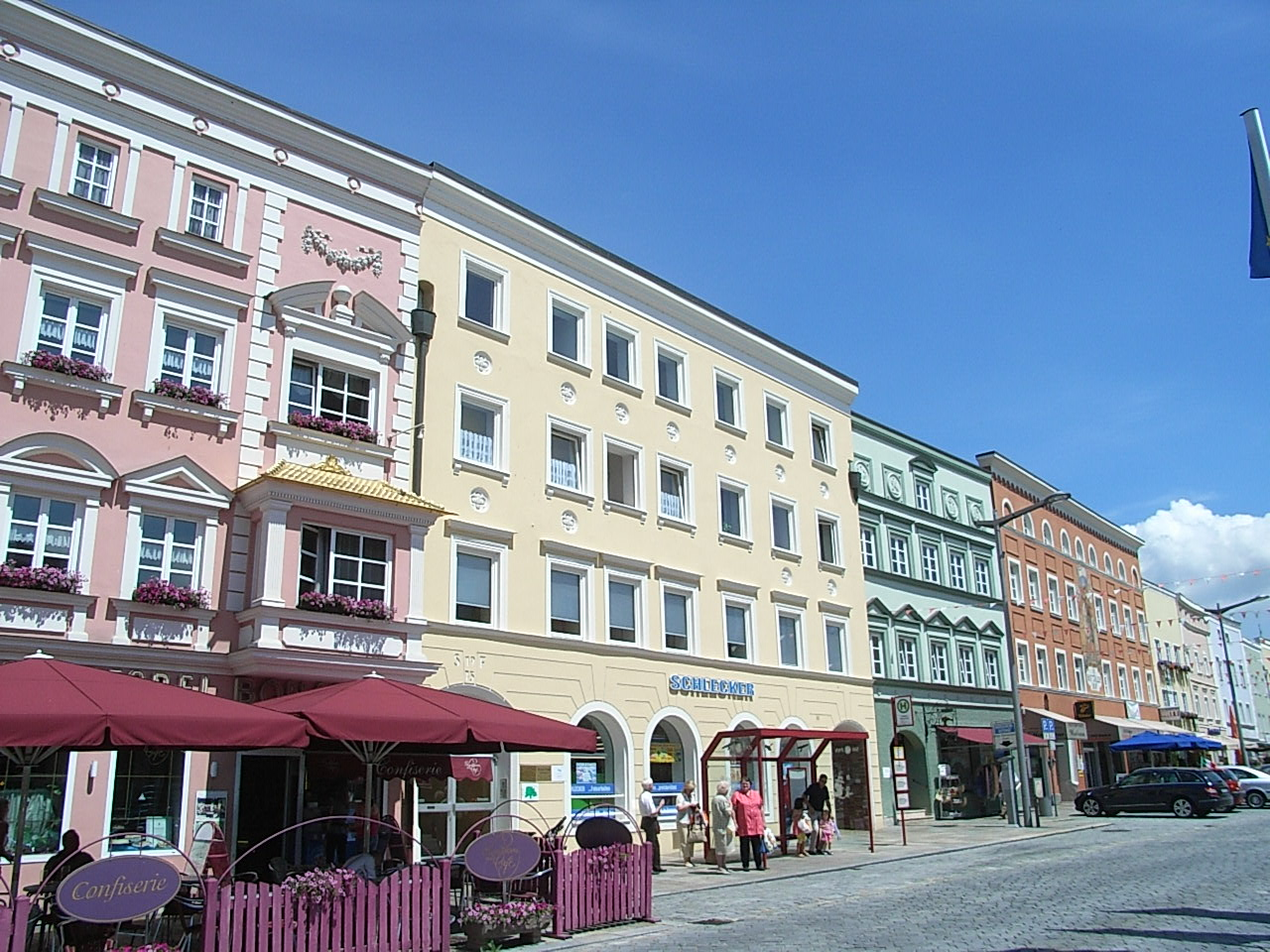
Pfarrkirchen
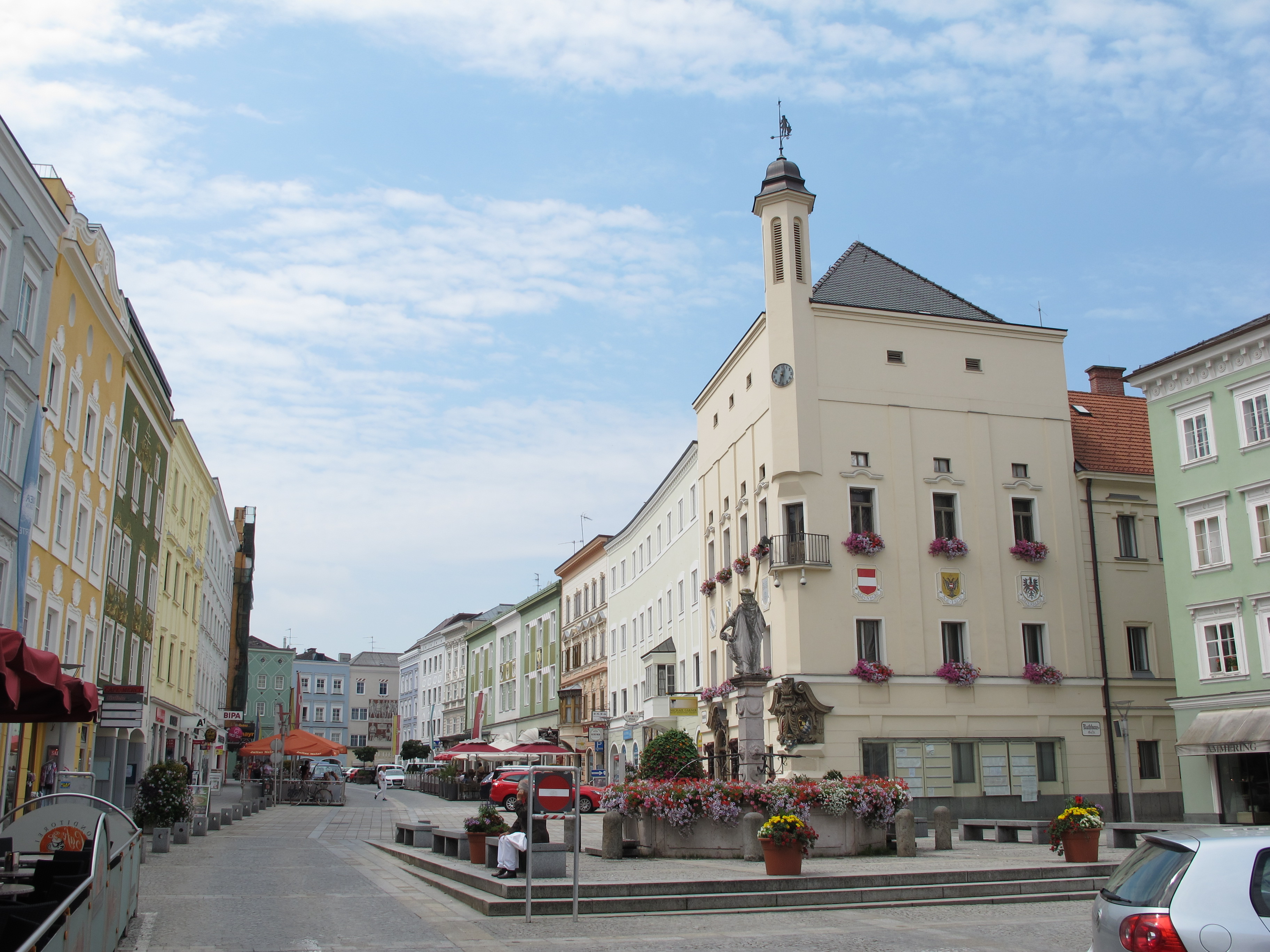
Ried im Innkreis
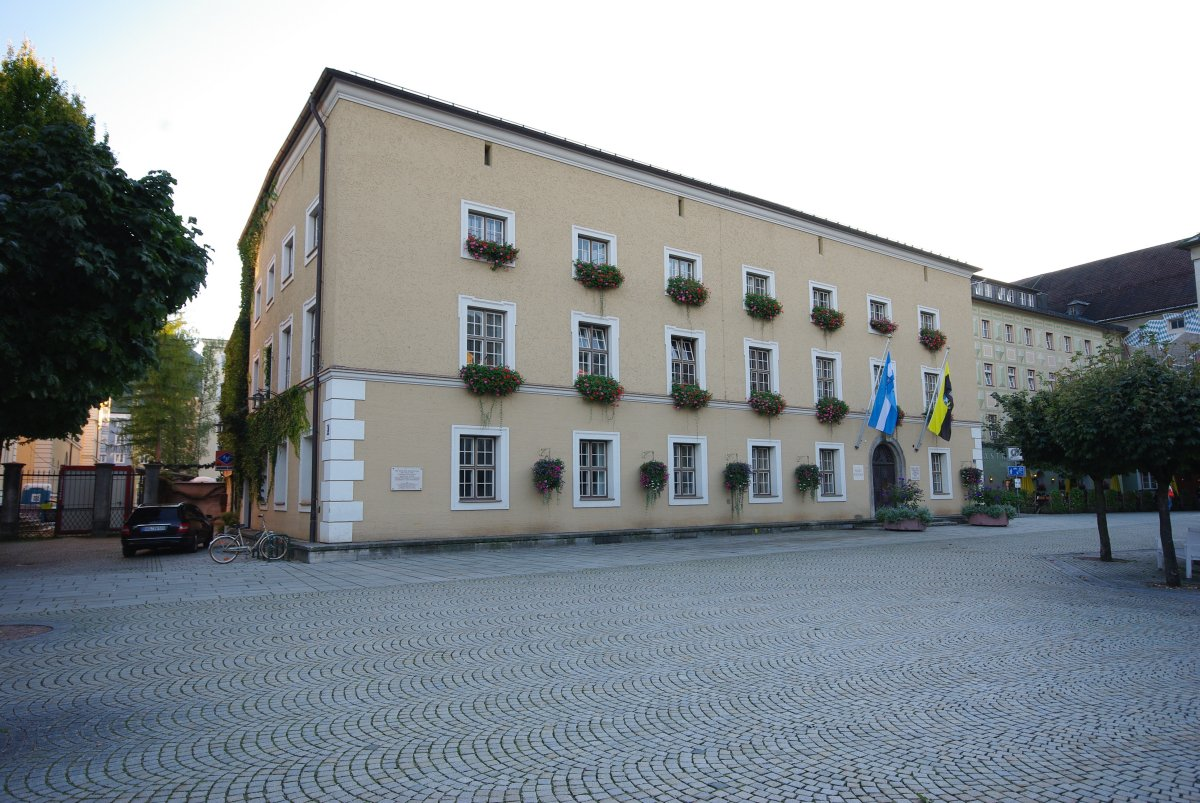
Neues Rathaus, Bad Reichenhall

## Typische Orte
„Wer von München nach Salzburg reist, findet diese Bauart zuerst in dem originell liegenden Wasserburg am Inn; außerdem in Salzburg, Traunstein, Hallein, Gmünd, Linz, Enns u. s. w.; desgleichen im Gebirge und zwar auch im Innthale hinan, dann über den Brenner, das Eisackthal hinab, im Pusterthale und Deutschen Etschthale, z. B. Innsbruck, Rattenberg, Sterzingen, Brunnecken, Lienz u. s. w.; mit Welsch-Tyrol und Italien hört diese Bauart wieder auf.“

| - In Bayern (Deutschland): - Burghausen - Eggenfelden - Kraiburg am Inn - Laufen - Mühldorf am Inn - Neuötting - Passau - Pfarrkirchen - Rosenheim - Tann - Tittmoning - Trostberg - Vilshofen an der Donau - Wasserburg am Inn | - In Österreich: - Braunau am Inn - Enns - Freistadt - Gmunden - Hall in Tirol - Hallein - Innsbruck - Kufstein (1) - Lienz - Linz - Obernberg am Inn - Rattenberg - Ried im Innkreis - Salzburg - Schärding - Steyr - Wels | - In Südtirol (Italien): - Bozen - Bruneck - Sterzing | - In Mähren und Schlesien (Tschechien): - Freiberg - Friedeck - Mistek - Odrau - Olmütz (2) |

(1) nach einem großen Brand im 18. Jahrhundert und zahlreichen Abbrüchen in der jüngsten Zeit nur noch rudimentär erhalten
 (2) nach historistischen Überformungen nur noch teilweise erhalten. Barocke Gemälde weisen die Stadt als reinen Inn-Salzach-Ableger aus.